# 동뉴브리튼주

동뉴브리튼 주의 깃발

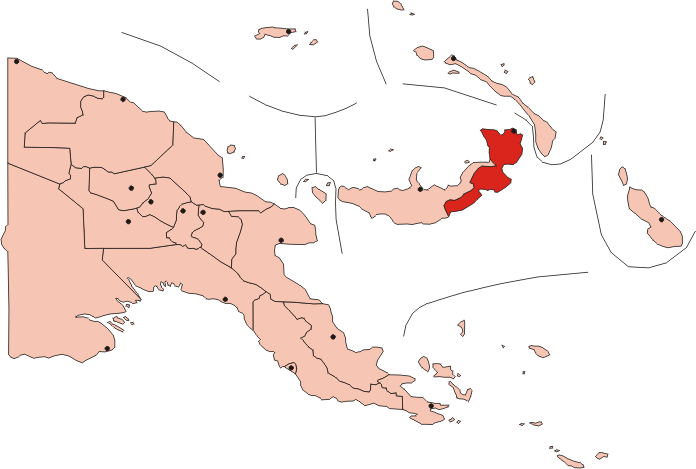
동뉴브리튼 주

동뉴브리튼주(East New Britain)는 파푸아뉴기니의 주로 뉴브리튼섬에 위치한다. 주도는 코코포로 1994년 화산 분출로 인해 파괴된 옛 주도 라바울과 그리 멀지 않은 곳이다. 면적은 15,816km2이며 인구는 22,133명(2000년 기준)이다.
도시 지역의 화폐 경제와 농촌 지역의 자급 경제가 혼합되어 있다. 주요 생산품은 코코아와 코프라이지만 최근에는 관광업이 지역 경제의 대부분을 차지한다.

## 같이 보기
- 비스마르크 제도